# Elachista
Elachista là một chi Gelechioidea. Nó là chi điển hình của bướm đêm ăn cỏ. Họ này đôi khi được định nghĩa rất lỏng lẻo, bao gồm các ví dụ Agonoxenidae và Ethmiidae.
Loài bướm đêm này rất nhỏ. Nó phân bố khắp thế giới trừ những nơi lạnh và vài đảo đại dương. Chúng có ít nhất một, đôi khi 3 dải sáng ở phía trên cánh trước, nhiều loài lại có phía trên cánh trước màu trắng.

## Các loài chọn lọc

### Phân chiElachista (Aphelosetia)
argentella group (sometimes in bedellella group)
- Elachista argentella (type of Aphelosetia)
- Elachista habeleri Traugott-Olsen, 1990
- Elachista ripula Kaila, 1998
- Elachista triatomea
- Elachista virgatula Kaila, 1997 (type of Aphigalia)

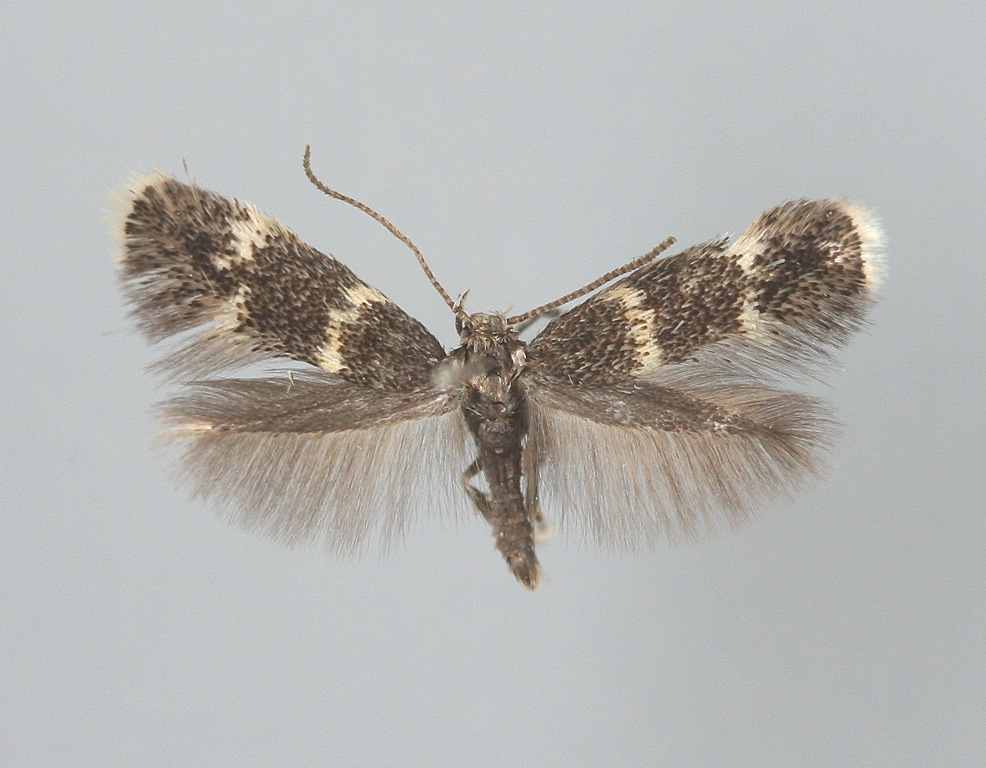
Mẫu con lớn Elachista pullicomella từ Tvärminne (bán đảo Hanko, Phần Lan)

bedellella/unifasciella group (bao gồm collitella group)
| - Elachista adscitella Stainton, 1851 - Elachista antonia Kaila, 2007 - Elachista bedellella (Sircom, 1848) - Elachista bisulcella (Duponchel, [1843]) - Elachista bruuni Traugott-Olsen, 1990 - Elachista camilla Kaila, 2007 - Elachista cahorsensis Traugott-Olsen, 1992 - Elachista chrysodesmella Zeller, 1850 - Elachista cingillella (Herrich-Schäffer, 1855) - Elachista collitella (Duponchel, [1843]) - Elachista dispilella Zeller, 1839 - Elachista dispunctella (Duponchel, [1843]) - Elachista dorinda Kaila, 2007 - Elachista fasciola Parenti, 1983 - Elachista festucicolella Zeller, 1853 - Elachista gangabella Zeller, 1850 | - Elachista gregori Traugott-Olsen, 1988 - Elachista heinemanni Frey, 1866 (sometimes in E. subalbidella; tentatively placed here) - Elachista istanella Nielsen & Traugott-Olsen, 1987 - Elachista laetella Rebel, 1930 (sometimes in E. subalbidella; tentatively placed here) - Elachista littoricola Le tháng 3and, 1938 - Elachista lugdunensis Frey, 1859 - Elachista metella Kaila, 2002 - Elachista nedaella Traugott-Olsen, 1985 - Elachista nitidulella (Herrich-Schäffer, 1855) - Elachista nolckeni Sulcs, 1992 (tentatively placed here) - Elachista obliquella Stainton, 1854 - Elachista pollinariella Zeller, 1839 | - Elachista pollutissima Staudinger, 1880 - Elachista pullicomella - Elachista revinctella Zeller, 1850 - Elachista rudectella Stainton, 1851 - Elachista slivenica Kaila, 2007 - Elachista squamosella (Duponchel, [1843]) - Elachista subalbidella - Elachista subocellea - Elachista sutteri Kaila, 2002 - Elachista tinctella Sinev & Sruoga, 1995 - Elachista titanella Kaila & Jalava, 1994 - Elachista triseriatella Stainton, 1854 - Elachista unifasciella (Haworth, 1828) - Elachista versicolora Kaila, 2007 - Elachista cf. dispunctella 'Volgograd Oblast' |

Elachista (Aphelosetia) incertae sedis
| - Elachista acutella Kaila, 2003 - Elachista agelensis Traugott-Olsen, 1996 - Elachista amparoae Traugott-Olsen, 1992 - Elachista amseli Rebel, 1833 - Elachista andorraensis Traugott-Olsen, 1988 - Elachista anitella Traugott-Olsen, 1985 - Elachista arduella Kaila, 2003 - Elachista atrisquamosa Staudinger, 1880 - Elachista baldizzonei Traugott-Olsen, 1996 - Elachista baldizzonella Traugott-Olsen, 1985 - Elachista bazaella Traugott-Olsen, 1992 - Elachista bazaensis Traugott-Olsen, 1990 - Elachista bengtssoni Traugott-Olsen, 1992 - Elachista berndtiella Traugott-Olsen, 1985 - Elachista bigorrensis Traugott-Olsen, 1990 - Elachista casascoensis Traugott-Olsen, 1992 - Elachista catalana Parenti, 1978 - Elachista catalunella Traugott-Olsen, 1992 - Elachista chamaea Kaila, 2003 - Elachista chionella Mann, 1861 - Elachista clintoni Traugott-Olsen, 1992 - Elachista constitella Frey, 1859 - Elachista contisella Chrétien, 1922 - Elachista cuencaensis Traugott-Olsen, 1992 - Elachista curonensis Traugott-Olsen, 1990 - Elachista dalmatiensis Traugott-Olsen, 1992 - Elachista deceptricula Staudinger, 1880 - Elachista disemiella Zeller, 1847 - Elachista drenovoi Parenti, 1981 - Elachista dumosa Parenti, 1981 - Elachista elsaella Traugott-Olsen, 1988 | - Elachista exigua Parenti, 1978 - Elachista flavescens Parenti, 1981 - Elachista fuscibasella Chrétien, 1915 - Elachista galacticella Eversmann, 1844 - Elachista gerdmaritella Traugott-Olsen, 1992 - Elachista gielisi Traugott-Olsen, 1992 - Elachista glaseri Traugott-Olsen, 1992 - Elachista gormella Nielsen & Traugott-Olsen, 1987 - Elachista graeca Parenti, 2002 - Elachista grandella Traugott-Olsen, 1992 - Elachista hallini Traugott-Olsen, 1992 - Elachista hedemanni Rebel, 1899 - Elachista heringi Rebel, 1899 - Elachista hispanica Traugott-Olsen, 1992 - Elachista imbi Traugott-Olsen, 1992 - Elachista intrigella Traugott-Olsen, 1992 - Elachista jaeckhi Traugott-Olsen, 1990 - Elachista karsholti Traugott-Olsen, 1992 - Elachista klimeschiella Parenti, 2002 - Elachista latipenella Sinev & Budashkin, 1991 - Elachista lerauti Traugott-Olsen, 1992 - Elachista louisae Traugott-Olsen, 1992 - Elachista luqueti Traugott-Olsen, 1992 - Elachista maculata Parenti, 1978 - Elachista madridensis Traugott-Olsen, 1992 - Elachista mannella Traugott-Olsen, 1992 - Elachista manni Traugott-Olsen, 1990 - Elachista minusculella Traugott-Olsen, 1992 - Elachista multipunctella Traugott-Olsen, 1992 - Elachista neapolisella Traugott-Olsen, 1985 | - Elachista nevadensis Parenti, 1978 - Elachista nielspederi Traugott-Olsen, 1992 - Elachista nuraghella Amsel, 1951 - Elachista occidentella Traugott-Olsen, 1992 - Elachista occulta Parenti, 1978 - Elachista ohridella Parenti, 2001 - Elachista olschwangi Kaila, 2003 - Elachista ozeini Parenti, 2004 - Elachista parvula Parenti, 1978 - Elachista passerini Traugott-Olsen, 1996 - Elachista pocopunctella Traugott-Olsen, 1992 - Elachista pollutella Duponchel, 1843 - Elachista povolnyi Traugott-Olsen, 1992 - Elachista punctella Traugott-Olsen, 1992 - Elachista purella Sruoga, 2000 - Elachista rikkeae Traugott-Olsen, 1992 - Elachista skulei Traugott-Olsen, 1992 - Elachista spumella Caradja, 1920 - Elachista steueri Traugott-Olsen, 1990 - Elachista svenssoni Traugott-Olsen, 1988 - Elachista szocsi Parenti, 1978 - Elachista teruelensis Traugott-Olsen, 1990 - Elachista totanaensis Traugott-Olsen, 1992 - Elachista toveella Traugott-Olsen, 1985 - Elachista tribertiella Traugott-Olsen, 1985 - Elachista vanderwolfi Traugott-Olsen, 1992 - Elachista varensis Traugott-Olsen, 1992 - Elachista vegliae Parenti, 1978 - Elachista veletaella Traugott-Olsen, 1992 - Elachista vivesi Traugott-Olsen, 1992 - Elachista zuernbaueri Traugott-Olsen, 1990 |

### Phân chiElachista (Elachista)

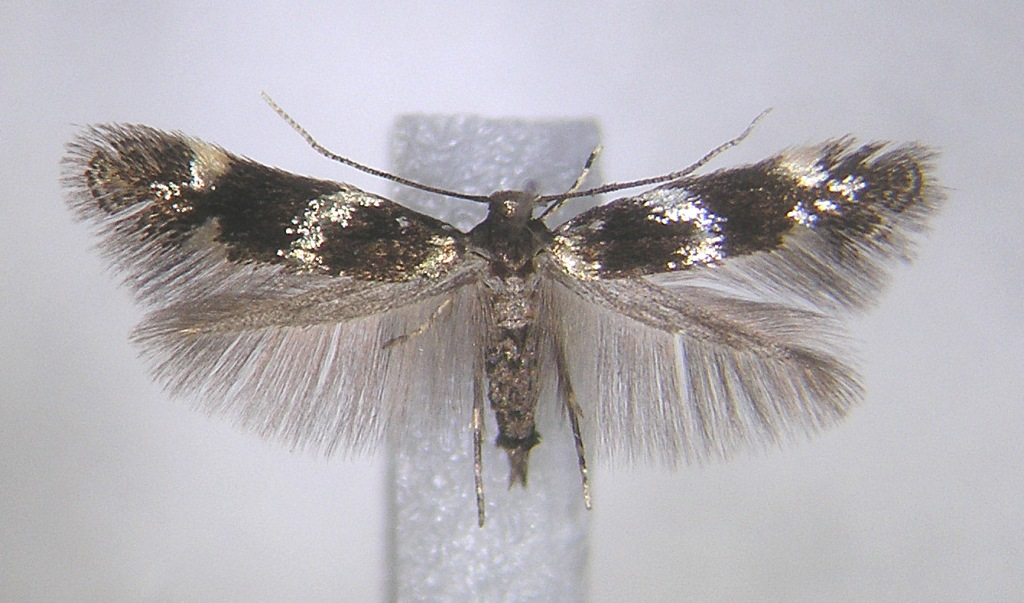
Adult female Elachista apicipunctella specimen from Sonkajärvi (Finland)

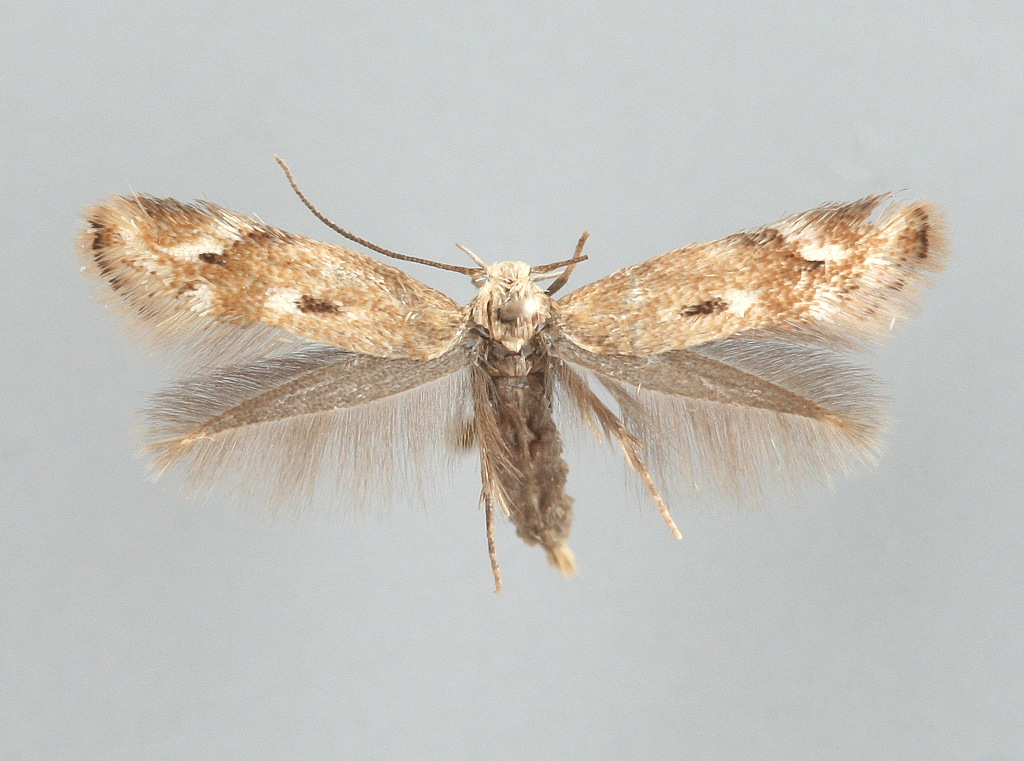
Adult female Elachista eleochariella specimen from Sonkajärvi (Finland)

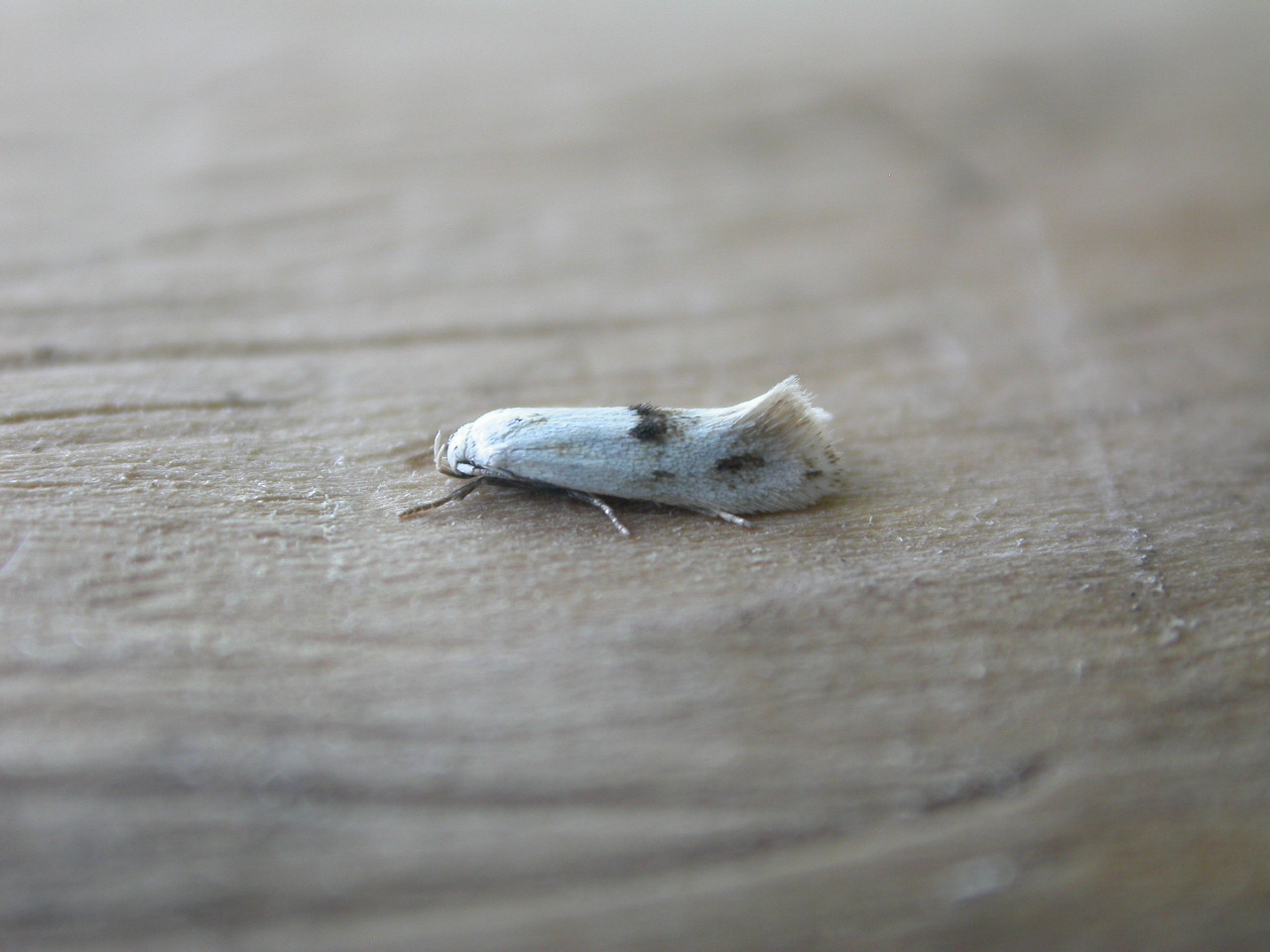
Adult Elachista maculicerusella specimen from Hellerup (Denmark)

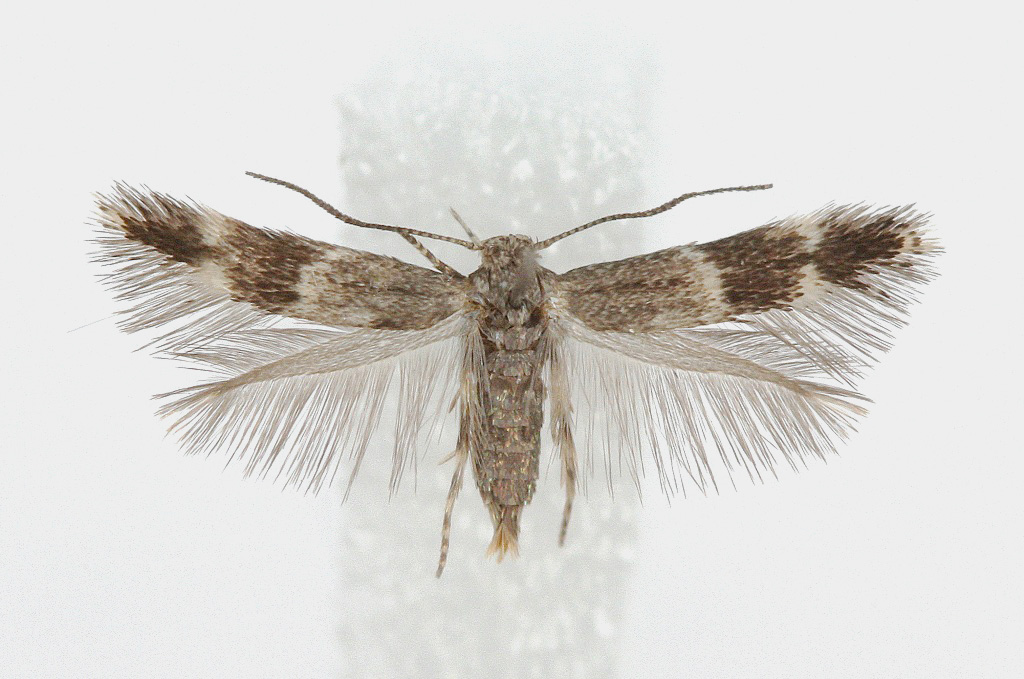
Adult female Elachista exactella specimen from Sonkajärvi (Finland)

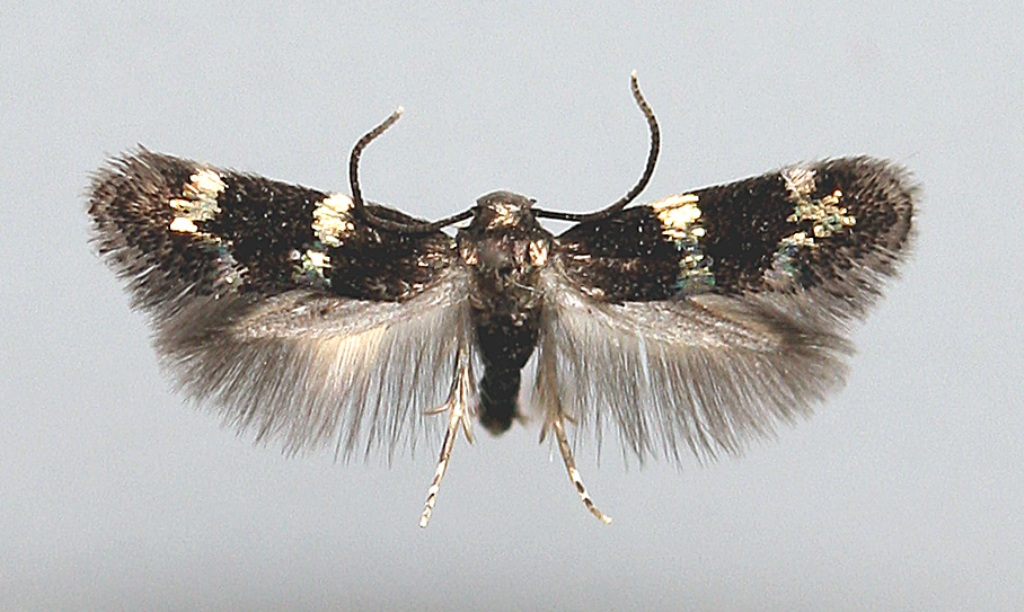
Adult male Elachista gleichenella specimen from Kangasniemi (Finland)

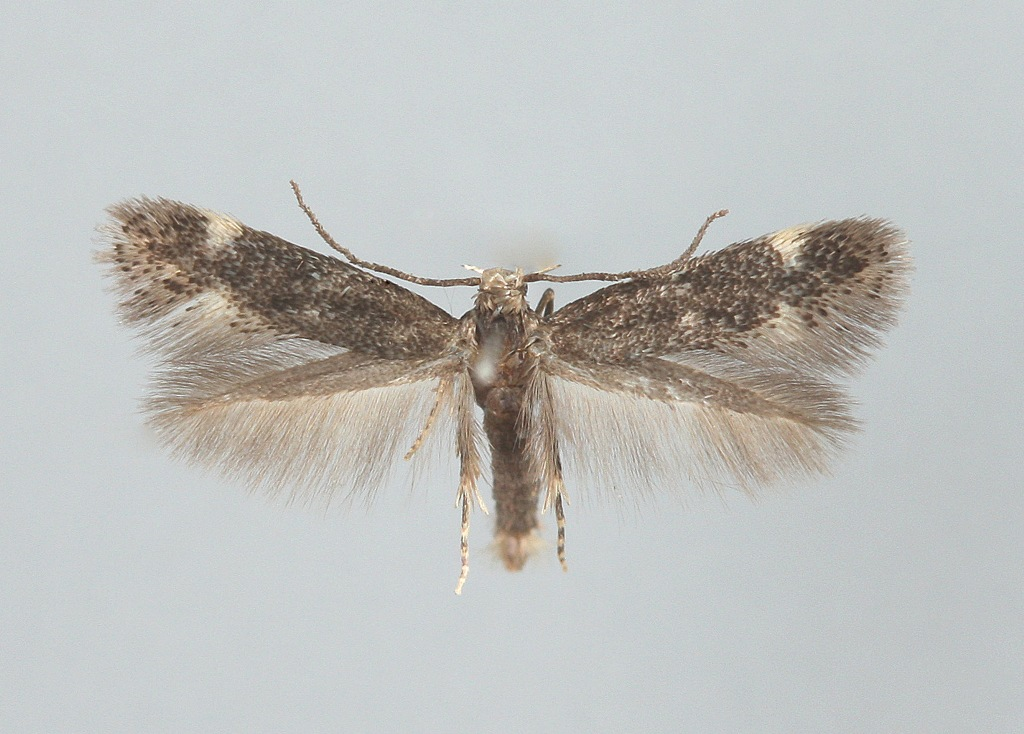
Adult male Elachista humilis specimen from Sonkajärvi (Finland)

| albifrontella/bifasciella group - Elachista albifrontella (Hübner, [1817]) - Elachista alpinella - Elachista apicipunctella - Elachista atricomella - Elachista bifasciella Treitschke, 1833 - Elachista compsa Traugott-Olsen, 1974 - Elachista diederichsiella E.Hering, 1889 - Elachista elegans Frey, 1859 - Elachista excelsicola - Elachista fuscofrontella Sruoga, 1990 - Elachista hiranoi Sugisima, 2005 - Elachista jaskai Kaila, 1998 - Elachista jupiter Sugisima, 2005 - Elachista kilmunella Stainton, 1849 - Elachista leifi Kaila & Kerppola, 1992 - Elachista luticomella - Elachista nobilella - Elachista phalaridis Parenti, 1983 - Elachista poae Stainton, 1855 - Elachista tanaella Aarvik & Berggren, 2004 - Elachista cf. kilmunella 'Chelyabinsk Oblast' - Elachista sp. 'Chelyabinsk Oblast' "Biselachista" group - Elachista abiskoella Bengtsson, 1977 - Elachista agilis Braun, 1921 - Elachista albidella - Elachista cinereopunctella (Haworth, 1828) - Elachista cucullata Braun, 1921 - Elachista eleochariella - Elachista freyi Staudinger, 1871 (type of Biselachista) - Elachista imatrella von Schantz, 1971 - Elachista juliensis Frey, 1870 - Elachista kebneella (Traugott-Olsen & Nielsen, 1977) - Elachista leucosticta Braun, 1948 - Elachista ornithopodella Frey, 1859 - Elachista salinaris Braun, 1925 - Elachista scirpi Stainton, 1887 - Elachista serricornis - Elachista tanyopis Meyrick, 1932 - Elachista trapeziella Stainton, 1849 - Elachista utonella Frey, 1856 | cerusella/monosemiella group - Elachista anserinella Zeller, 1839 - Elachista lastrella Chrètien, 1896 - Elachista maculicerusella - Elachista rufocinerea - Elachista wieseriella Huemer, 2000 (tentatively placed here) "Cosmiotes"/freyerella group - Elachista albipalpella Chambers, 1880 - Elachista albrechti Kaila, 1998 - Elachista antipetra Meyrick, 1922 - Elachista aphanta Turner, 1923 - Elachista baltica E.Hering, 1891 (sometimes in E. freyerella; tentatively placed here) - Elachista consortella Stainton, 1851 (tentatively placed here) - Elachista cristatella Chambers, 1876 - Elachista deficiens Meyrick, 1922 - Elachista epicaeria (Diakonoff, 1955) - Elachista exactella (tentatively placed here) - Elachista freyerella - Elachista herbigrada Braun, 1925 - Elachista heteroplaca Meyrick, 1934 - Elachista illectella (Clemens, 1860) (type of Cosmiotes) - Elachista illicitella (Clemens, 1860) - Elachista infuscata Frey, 1882 (sometimes in E. exactella; tentatively placed here) - Elachista inscia (Meyrick, 1913) - Elachista laquaeorum (Dugdale, 1971) - Elachista lorigera (Meyrick, 1921) (type of Ptilodoxa) - Elachista nipponicella Sugisima, 2006 - Elachista nymphaea Meyrick, 1911 - Elachista obtusella Sruoga, 2008 - Elachista planicara Kaila, 1998 - Elachista praematurella Clemens, 1860 - Elachista quadrata Meyrick, 1932 - Elachista scopulicola (Braun, 1948) - Elachista spiculifera Meyrick, 1922 - Elachista stabilella Stainton, 1858 (tentatively placed here) - Elachista stichospora Meyrick, 1932 - Elachista synethes Meyrick, 1897 - Elachista tuberella Sruoga, 2008 - Elachista zophosema (Turner, 1947) | gleichenella group - Elachista enitescens Braun, 1921 - Elachista gleichenella - Elachista ievae Sruoga, 2008 - Elachista madarella (Clemens, 1860) - Elachista nitensella Sinev & Sruoga, 1995 - Elachista regificella Sircom, 1849 - Elachista similis Sugisima, 2005 - Elachista tengstromi (tentatively placed here) pulchella group - Elachista canapennella - Elachista eskoi - Elachista herrichii Frey, 1859 - Elachista humilis - Elachista krogeri Svensson, 1976 - Elachista nielswolffi Svensson, 1976 - Elachista orstadii Palm, 1943 - Elachista pomerana - Elachista subnigrella Douglas, 1853 - Elachista vonschantzi Svensson, 1976 - Elachista zernyi tetragonella group - Elachista biatomella (Stainton, 1848) - Elachista bilbaensis (Rebel, 1893) - Elachista boursini Amsel, 1951 - Elachista christenseni Traugott-Olsen, 2000 - Elachista falirakiensis Traugott-Olsen, 2000 - Elachista fulgens Parenti, 1983 (tentatively placed here) - Elachista glaserella Traugott-Olsen, 2000 - Elachista jordanella Amsel, 1935 - Elachista kleini Amsel, 1935 - Elachista leucosyrma (Meyrick, 1932) (type of Platyphyllis) - Elachista martinii Hofmann, [1898] - Elachista nevadella Traugott-Olsen, 2000 - Elachista pigerella (Herrich-Schäffer, 1854) (type of Atachia) - Elachista quadripunctella (Hübner, [1825]) - Elachista tetragonella (Herrich-Schäffer, 1855) - Elachista zabella Chrétien, 1908 - Elachista cf. biatomella 'Ajat River' |

| Elachista (Elachista) incertae sedis - Elachista adelpha Kaila & Jalava, 1994 - Elachista albicapilla Höfner, 1918 - Elachista anserinelloides Nel, 2003 - Elachista argentifasciella Höfner, 1898 - Elachista arnoldi (Koster, 1993) - Elachista brachypterella (Klimesch, 1990) - Elachista canariella Nielsen & Traugott-Olsen, 1987 - Elachista contaminatella Zeller, 1847 - Elachista deriventa Kaila & Mutanen, 2008 - Elachista devexella Kaila, 2003 - Elachista differens Parenti, 1978 - Elachista dimicatella Rebel, 1903 - Elachista encumeadae Kaila & Karsholt, 2002 | - Elachista geminatella (Herrich-Schäffer, 1855) - Elachista gruenewaldi Parenti, 2002 - Elachista ibericella Traugott-Olsen, 1995 - Elachista igaloensis (Amsel, 1951) - Elachista irenae Buszko, 1989 - Elachista kosteri Traugott-Olsen, 1995 - Elachista maculosella Chrétien, 1896 - Elachista megagnathos Sruoga, 1990 - Elachista minuta (Parenti, 2003) - Elachista morandinii Huemer & Kaila, 2003 - Elachista occidentalis Frey, 1882 - Elachista sicula Parenti, 1978 - Elachista stenopterella Rebel, 1932 - Elachista zonulae Sruoga, 1992 |

### Other groups
Some Elachista are divided into groups whose relationships to the two large subgenera requires further study, bao gồm:
| Australian group - Elachista cycotis Meyrick, 1897 - Elachista egena Turner, 1923 | "Dibrachia" group - Elachista alicanta Kaila, 2005 - Elachista anatoliensis Traugott-Olsen, 1990 - Elachista kalki Parenti, 1978 (type of Dibrachia) |

| "Irenicodes" group - Elachista eurychora (Meyrick, 1919) (type of Irenicodes) - Elachista galatheae (Viette, 1954) (type of Euproteodes) - Elachista holdgatei (Bradley, 1965) - Elachista hookeri (Dugdale, 1971) - Elachista pumila (Dugdale, 1971) | praelineata group - Elachista amamaii Parenti, 1983 - Elachista caliginosa Parenti, 1983 - Elachista fasciocaliginosa Sugisima, 2005 - Elachista kurokoi Parenti, 1983 - Elachista miscanthi Parenti, 1983 |

### Incertae sedis
Additional Elachista species are of even more uncertain relationships than usual for this genus:
| - Elachista albella (Chambers, 1877) (type of Hemiprosopa) - Elachista altaica Sinev, 1998 - Elachista baikalica Kaila, 1992 - Elachista beltira Kaila, 2000 - Elachista beriga Kaila, 2000 - Elachista bimaculata Parenti, 1981 - Elachista brevis Sruoga & J. de Prins, 2009 - Elachista chelonites Meyrick, 1909 (type of Cleroptila) - Elachista deresyensis Traugott-Olsen,1988 - Elachista donia Kaila, 2000 - Elachista gerasimovi Sruoga, 2000 - Elachista gibbera Kaila, 2003 | - Elachista kakamegensis Sruoga & J. de Prins, 2009 - Elachista kherana Kaila, 2000 - Elachista longispina Sruoga & J. de Prins, 2009 - Elachista maculosa Parenti, 1981 - Elachista margareteae (Traugott-Olsen, 1994) - Elachista mus Parenti, 1981 - Elachista planca Sruoga & J. de Prins, 2009 - Elachista puplesisi Sruoga, 2000 - Elachista semnani Parenti, 1981 - Elachista stelviella Amsel, 1932 - Elachista vasrana Kaila, 2000 - Elachista veruta Kaila, 2008 |

## Synonyms
Invalid scientific names (junior synonyms và others) of Elachista in the circumscription as presented here are:
| - Aphelosetia Stephens, 1834 - Aphigalia Dyar, [1903] - Atachia Wocke in Heinemann, [1876] - Biselachista Traugott-Olsen & Schmidt Nielsen, 1977 - Cleroptila Meyrick, 1909 - Cosmiotes Clemens, 1860 - Cycnodia Herrich-Schäffer, 1853 - Dibrachia Sinev & Sruoga, 1992 - Elaschista (lapsus) | - Euproteodes Viette, 1954 - Hecista Wallengren, 1881 - Hemiprosopa A.F.Braun, 1948 - Irenicodes Meyrick, 1919 - Neaera Chambers, 1880 (non Robineau-Desvoidy, 1830: preoccupied) - Paraperittia Rebel, 1916 - Phigalia Chambers, 1875 (non Duponchel, 1829: preoccupied) - Platyphyllis Meyrick, 1932 - Ptilodoxa Meyrick, 1921 |